# Олександр Йованчевич
Олександр Йованчевич (серб. Александар Јованчевић, Aleksandar Jovančević; нар. 5 червня 1970) — югославський борець греко-римського стилю, бронзовий призер чемпіонату Європи, бронзовий призер Середземноморських ігор, учасник Олімпійських ігор.

## Життєпис
Боротьбою почав займатися з 1981 року. У 1990 році переміг на Балканському чемпіонаті з боротьби серед молоді.
Виступав за спортивний клуб «Воєводина» Новий Сад. Тренер — Слободан Попович (з 1993).

## Спортивні результати на міжнародних змаганнях

### Виступи на Олімпіадах
| Змагання                    | Збірна       | Вагова категорія                 | Місце |
| --------------------------- | ------------ | -------------------------------- | ----- |
| Літні Олімпійські ігри 1996 | СР Югославія | греко-римська боротьба, до 82 кг | 9     |

### Виступи на Чемпіонатах світу
| Змагання                        | Збірна    | Вагова категорія                 | Місце |
| ------------------------------- | --------- | -------------------------------- | ----- |
| Чемпіонат світу з боротьби 1994 | Югославія | греко-римська боротьба, до 82 кг | 20    |
| Чемпіонат світу з боротьби 1995 | Югославія | греко-римська боротьба, до 82 кг | 7     |
| Чемпіонат світу з боротьби 1997 | Югославія | греко-римська боротьба, до 85 кг | 15    |
| Чемпіонат світу з боротьби 1998 | Югославія | греко-римська боротьба, до 85 кг | 7     |
| Чемпіонат світу з боротьби 1999 | Югославія | греко-римська боротьба, до 85 кг | 19    |

### Виступи на Чемпіонатах Європи
| Змагання                         | Збірна    | Вагова категорія                 | Місце  |
| -------------------------------- | --------- | -------------------------------- | ------ |
| Чемпіонат Європи з боротьби 1994 | Югославія | греко-римська боротьба, до 82 кг | 17     |
| Чемпіонат Європи з боротьби 1996 | Югославія | греко-римська боротьба, до 82 кг | 7      |
| Чемпіонат Європи з боротьби 1997 | Югославія | греко-римська боротьба, до 85 кг | Бронза |
| Чемпіонат Європи з боротьби 1999 | Югославія | греко-римська боротьба, до 85 кг | 5      |

### Виступи на Середземноморських іграх
| Змагання                    | Збірна    | Вагова категорія                 | Місце  |
| --------------------------- | --------- | -------------------------------- | ------ |
| Середземноморські ігри 1997 | Югославія | греко-римська боротьба, до 85 кг | Бронза |

### Виступи на інших змаганнях
| Змагання                           | Збірна    | Вагова категорія                 | Місце  |
| ---------------------------------- | --------- | -------------------------------- | ------ |
| Гран-прі Німеччини з боротьби 1998 | Югославія | греко-римська боротьба, до 85 кг | Золото |

### Виступи на змаганнях молодших вікових груп
| Змагання                                           | Збірна    | Вагова категорія                 | Місце  |
| -------------------------------------------------- | --------- | -------------------------------- | ------ |
| Чемпіонат Європи з боротьби серед юніорів 1987     | Югославія | греко-римська боротьба, до 74 кг | 4      |
| Чемпіонат світу з боротьби серед юніорів 1988      | Югославія | греко-римська боротьба, до 74 кг | 4      |
| Чемпіонат Європи з боротьби серед молоді 1988      | Югославія | греко-римська боротьба, до 74 кг | 6      |
| Балканський чемпіонат з боротьби серед молоді 1990 | Югославія | греко-римська боротьба, до 82 кг | Золото |